# Live Phish Volume 12
Live Phish Volume 12 è un album dal vivo dei Phish, pubblicato il 16 aprile 2002 (insieme ai Volumi 7, 8, 9, 10 e 11 della serie Live Phish) dalla Elektra Records.  Il disco riporta per intero il concerto tenuto la sera del 13 agosto 1996 al Deer Creek Music Center di Noblesville.
La performance comprende alcune canzoni dell'album dei Phish Billy Breathes, che sarebbe uscito due mesi più tardi. La versione di Mike's Song contenuta in questo cd è una delle performance del brano più lunghe mai eseguite dal gruppo: dura poco meno di 23 minuti. Il Disco 2 si conclude con il brano del film Il Mago di Oz Somewhere over the Rainbow, eseguita dal tastierista Page McConnell allo theremin.
Il concerto venne diviso in 2 successive uscite (o "set") e terminò con 2 bis. Il Disco 3 si conclude con 2 tracce Bonus, registrate durante il concerto tenuto la sera precedente (12 agosto) sempre al Deer Creek Music Center.

## Tracce

### Disco 1
Primo set:
1. The Divided Sky
2. Tube
3. Tela
4. Maze
5. Fast Enough for You
6. The Old Home Place
7. Punch You in the Eye
8. Llama
9. Glide
10. Slave to the Traffic Light

### Disco 2
Secondo set:
1. AC/DC Bag
2. The Lizards
3. Mike's Song
4. Lifeboy
5. Weekapaug Groove
6. Somewhere over the Rainbow

### Disco 3
Continuazione del secondo set:
1. Waste
2. Train Song
3. Strange Design
4. Sweet Adeline
5. David Bowie

Eseguiti come bis:
1. Sleeping Monkey
2. Rocky Top

Tracce Bonus (eseguite il 12 agosto 1996 al Deer Creek Music Center di Noblesville):
1. Ya Mar
2. Split Open and Melt